# Shorncote
Shorncote – wieś w Anglii, w hrabstwie Gloucestershire, w dystrykcie Cotswold, w civil parish Somerford Keynes. Leży 5 km od miasta Cirencester. W 1891 roku civil parish liczyła 18 mieszkańców. Shorncote jest wspomniana w Domesday Book (1086) jako Shernecote.